# مرد پولدار
مرد پولدار (کره‌ای: 리치맨؛ انگلیسی: Rich Man) یک مجموعه تلویزیونی محصول کره جنوبی در سال ۲۰۱۸ با بازی سوهو، ها یون سو، اوه چانگ سوک و کیم یه وون است. این مجموعه بازخلق درام ژاپنی سال ۲۰۱۲ به نام مرد پولدار، زن فقیر است. مرد پولدار از ۹ مه تا ۲۸ ژوئن ۲۰۱۸، روزهای چهارشنبه و پنجشنبه ساعت ۲۳:۰۰ (کی‌اس‌تی) از ام‌بی‌ان برای ۱۶ قسمت پخش شد.

## بازیگران

### اصلی
- سوهو در نقش لی یو چان[۲]

یک برنامه‌نویس نابغه و مدیرعامل شرکت گیمینگ «نکست این».
- ها یون سو در نقش کیم بو را[۳]

یک فارغ‌التحصیل دانشگاه که بیکار است و رؤیای کار کردن در «نکست این» را دارد.
- اوه چانگ سوک در نقش مین ته جو[۴]

معاون رئیس «نکست این».
- کیم یه وون در نقش مین ته را[۵]

خواهر کوچکتر ته جو.